# Колесур
Колесу́р (рос. Колесур) — присілок у складі Селтинського району Удмуртії, Росія.

## Населення
Населення — 388 осіб (2010; 404 в 2002).
Національний склад станом на 2002 рік:
- росіяни — 56 %
- удмурти — 43 %

## Урбаноніми[3]
- вулиці — 40 років Перемоги, М. В. Карачева, Миру, Молодіжна, Центральна